# Islas Malvinas en los Juegos de la Mancomunidad de 2010
El territorio británico de ultramar de las Islas Malvinas compitieron en los Juegos de la Mancomunidad de 2010 que se celebraron en Nueva Delhi, India. Participaron 15 atletas en tres deportes, entre ellos:
- Gerald Reive y George Paice (Bowls)
- Sonia Arkhipkina, Michael Brownlee, Doug Clark, Anna Luxton y Laura Minto (Bádminton)
- También hubo participantes en tiro

Doug Clark fue el abanderado en la ceremonia de apertura y Gerald Reive en la clausura. El territorio no recibió medallas.